# Меріон (Алабама)
Меріон (англ. Marion) — місто (англ. city) в США, в окрузі Перрі штату Алабама. Окружний центр та найбільший населений пункт цього округу. Населення — 3176 осіб (2020).

## Географія

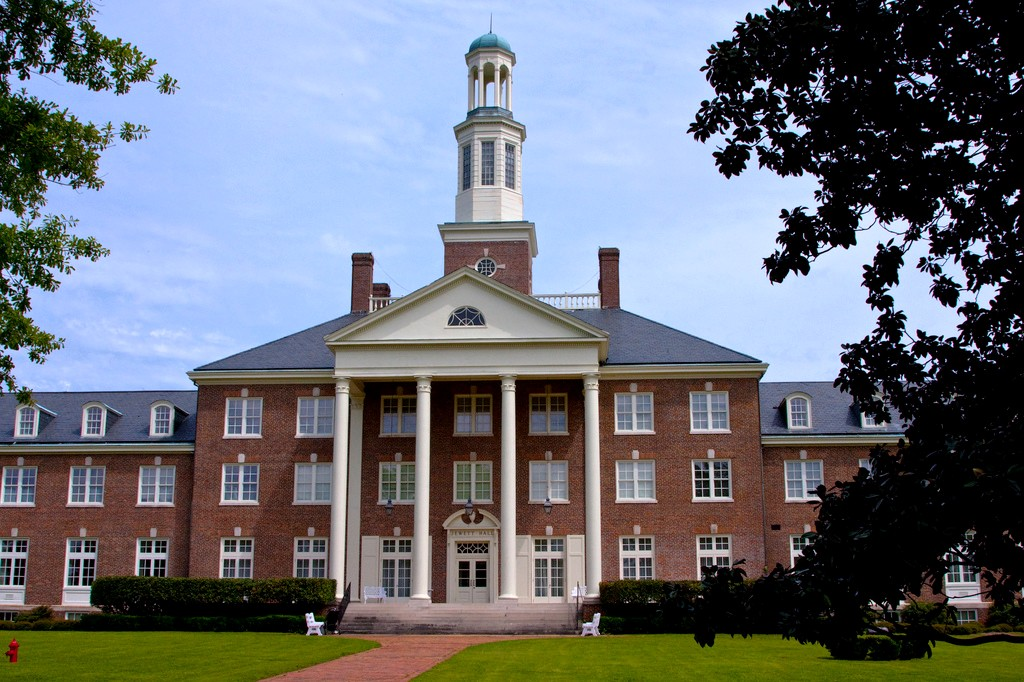
Джадсон-коледж

Меріон розташований за координатами 32°37′55″ пн. ш. 87°19′2″ зх. д. / 32.63194° пн. ш. 87.31722° зх. д. (32.631968, -87.317333). За даними Бюро перепису населення США в 2010 році місто мало площу 27,61 км², з яких 27,37 км² — суходіл та 0,24 км² — водойми.

## Демографія
Згідно з переписом 2010 року, у місті мешкало 3686 осіб у 1180 домогосподарствах у складі 776 родин. Густота населення становила 134 особи/км². Було 1368 помешкань (50/км²).
Расовий склад населення:
| - 64,1 % — чорних або афроамериканців - 34,3 % — білих - 0,6 % — азіатів - 0,2 % — корінних американців |

До двох чи більше рас належало 0,6 %. Частка іспаномовних становила 1,9 % від усіх жителів.
За віковим діапазоном населення розподілялося таким чином: 22,1 % — особи молодші 18 років, 61,5 % — особи у віці 18—64 років, 16,4 % — особи у віці 65 років та старші. Медіана віку мешканця становила 30,7 року. На 100 осіб жіночої статі у місті припадало 87,0 чоловіків; на 100 жінок у віці від 18 років та старших — 83,7 чоловіків також старших 18 років.
Середній дохід на одне домашнє господарство становив 50 917 доларів США (медіана — 31 029), а середній дохід на одну сім'ю — 64 883 долари (медіана — 47 235). Медіана доходів становила 32 153 долари для чоловіків та 31 354 долари для жінок. За межею бідності перебувало 33,0 % осіб, у тому числі 52,2 % дітей у віці до 18 років та 17,9 % осіб у віці 65 років та старших.
Цивільне працевлаштоване населення становило 1147 осіб. Основні галузі зайнятості: освіта, охорона здоров'я та соціальна допомога — 27,6 %, виробництво — 18,7 %, мистецтво, розваги та відпочинок — 10,6 %, роздрібна торгівля — 10,5 %.